# 弗倫切什蒂鄉
45°00′47″N 24°09′40″E / 45.0130°N 24.1611°E
弗倫切什蒂鄉（羅馬尼亞語：Comuna Frâncești, Vâlcea），是羅馬尼亞的鄉份，位於該國西南部，由沃爾恰縣負責管轄，海拔高度238米，2002年人口為5,655，超過九成居民信奉東正教。